# Шомкуту Мик (Клуж)
Шомкуту Мик (рум. Șomcutu Mic) насеље је у Румунији у округу Клуж у општини Деж. Oпштина се налази на надморској висини од 261 m.

## Становништво
Према подацима из 2002. године у насељу је живело 590 становника, од којих су сви румунске националности.